# Postpunkrevival
Postpunkrevival is een muziekstroming vanaf het midden van de jaren 2000, waarbij wordt teruggegrepen op de songstructuur van de postpunk, een alternatieve variant op new wave. Ook wordt er teruggegrepen op britpop. De stroming wordt vaak in één adem met de vierde britpopgolf genoemd. De postpunkrevivalbands komen echter niet uitsluitend uit het Verenigd Koninkrijk. Bekende vertegenwoordigers van eerstgenoemd genre zijn onder meer The Killers, Franz Ferdinand, Maxïmo Park, Arctic Monkeys, Kaiser Chiefs en Editors.

## Geschiedenis
Vanaf 2000 kwam er een herwaardering voor de genres postpunk en new wave, met bands als Interpol, Arctic Monkeys, the Rakes, Liars, Franz Ferdinand , Bloc Party, Yeah Yeah Yeahs en Maxïmo Park. Men noemt deze herwaardering van de postpunk en new wave een postpunkrevival.
Nadat het genre jarenlang vergeten was, werden termen als new wave en postpunk in de jaren 2000 weer populair. Men gebruikte in plaats van de term new wave ook de termen postpunk of postpunkrevival voor deze muziek. Mogelijk is het begonnen in 2001, toen The Strokes het album Is This It uitbracht. Gitaarpartijen werden weer hoekig en strak gespeeld, wat een sterk contrast vormde met de soms 'slordige' gitaarpartijen uit de grunge, die de jaren negentig op muziekgebied domineerde. Uit Engeland kwam de groep The Libertines, waarvan de zanger later een boegbeeld voor de stroming zou worden, namelijk Pete Doherty. Deze twee bands zouden een hele lichting nieuwe bands beïnvloeden: de postpunkrevivalbands.
De herwaardering van postpunk kwam nog verder op gang toen Franz Ferdinand de single Take Me Out uitgaf. Het succes dat de Arctic Monkeys had met singles als I Bet You Look Good On The Dancefloor, zorgde voor de definitieve doorbraak naar het grote publiek. Behalve de Arctic Monkeys, was ook Brianstorm hierop van invloed geweest.
Na een tijdje raakte het weer in om in de stijl van oude postpunkbands als A Certain Ratio, The Fall en Gang of Four te spelen. Laatstgenoemde band bracht in de jaren 2000 weer een nieuw album uit. Hun eerste album werd opnieuw opgenomen, bij wijze van experiment.
Ook in de jaren 2000 blijft new wave een veel omvattend genre. Er zijn verschillende soorten newwave- en postpunkbands in die tijd. Zo bestaan er bands met een donker, aan Joy Division refererend geluid, zoals Interpol, Editors, I Love You But I've Chosen Darkness en The Cinematics.
Alle postpunkrevivalbands hebben een 'hoekig' geluid. Maar bands die hier veel mee doen en zo een geluid creëren dat sterk doet denken aan het beginwerk van Gang of Four zijn The Rakes, The Rapture, Radio 4, Moving Units en We Are Scientists.
Ook zijn er bands die naast postpunk en wave rave-elementen in hun muziek verwerken. Het genre muziek dat zo ontstaat wordt new rave genoemd. Bands die hier toe gerekend kunnen worden zijn Klaxons en Shitdisco.
Groepen die succes in de hitparades krijgen, zijn onder meer Arctic Monkeys (I Bet You Look Good On The Dancefloor, Brianstorm), Kaiser Chiefs (Ruby, Oh My God), Franz Ferdinand (Take Me Out, Do You Want To), The Killers (Somebody Told Me, When You Were Young), Editors (The Racing Rats) en The Kooks (She Moves In Her Own Way, Ooh La).
Bekende vertegenwoordigers van de postpunkrevival in de jaren 2000 zijn onder meer de Arctic Monkeys, Kaiser Chiefs, Franz Ferdinand, Bloc Party, The Killers, Maxïmo Park, Interpol, !!!, Liars, The Rapture, The Faint, Editors, We Are Scientists, Klaxons, Shitdisco, The Bravery, The Kooks, 1990s, Dead 60's, The Departure, The Rakes, Yeah Yeah Yeahs, The Wombats, Hard-Fi, I Love You But I've Chosen Darkness, The Cinematics, Radio 4, Moving Units, Vampire Weekend, Blood Red Shoes.

## Nederland
Waar de postpunkrevival in eerste instantie vooral in het Verenigd Koninkrijk en New York gaande was, ontstond er later ook een scene in Nederland. De rockband Krezip laat op de singles Play this Game With Me en Plug It In & Turn Me On van het album Plug It In duidelijke invloeden van dit genre horen. Ook rockgroep Johan laat invloeden horen op onder meer de single She's Got a Way With Men.
Duidelijker nog zijn de invloeden te horen bij alternatieve groepen als Hit Me TV (Maybe The Dancefloor, A Public Thing), GEM (Look), Voicst (Everyday I Work On The Road, Whatever You Want From Life), zZz (Extacy), Moke (Last Chance, Here Comes The Summer) en Pioneers of Love (Walhalla).

## Punkfunk
Verwant aan de postpunk is de dancepunk (soms ook electropunk genoemd) met bands als The Rapture, LCD Soundsystem, !!! Een subgenre van de postpunkrevival is punkfunk, ook aangeduid als dancepunk. Dit is een verzamelnaam voor alle muziek die strak gespeeld wordt, maar te dance-achtig klinkt, of te ver verwijderd is van postpunk. De inspiraties van deze bands liggen vaak bij dezelfde bands als die van de newwavebands uit de jaren 2000.
Bekende vertegenwoordigers van de punkfunk in de jaren 2000 zijn Liars (hun debuutalbum), LCD Soundsystem, The Infadels en de inmiddels opgedoekte band Test Icicles.

## Verschillen tussen postpunk en postpunkrevival
Er is een wezenlijk verschil tussen postpunk en postpunkrevivalbands. De tweede generatie kopieert weliswaar muzikale stijlkenmerken op het gebied van ritme, melodie en klankkleur, maar in esthetisch opzicht is het anders. Postpunkbands hadden als streven nieuwe muziek te maken, postpunkrevival is juist een vorm van nostalgie en een verlangen om geluid uit het verleden te re-integreren in het hedendaagse muzikale landschap. Tevens is er op commercieel vlak een groot verschil. De postpunkbands werden in de meeste gevallen gecontracteerd door onafhankelijke platenlabels of ze brachten hun muziek in eigen beheer uit vanwege de DIY-ethiek. Postpunkrevivalbands daarentegen hebben grote platencontracten bij major labels, marketingbudgetten, videoclips, et cetera. In die zin lijken ze meer op de newwave- en newromanticbands uit de jaren 80, die ook hun muzikale ambities lieten beïnvloeden door commercie en mode. In de documentaire Kill Your Idols benadrukken onder andere Lee Ranaldo, Michael Gira en Lydia Lunch dit verschil en merken op dat de twee stromingen in die zin niet met elkaar te verenigen zijn.

## Selectieve discografie

### Album hoogtepunten
- The Strokes: Is This It (2001)
- Franz Ferdinand: Franz Ferdinand (2004), You Could Have It So Much Better (2005)
- Arctic Monkeys: Whatever People Say I Am, That’s What I’m Not (2006), Favourite Worst Nightmare (2007)
- Kaiser Chiefs: Employment (2005), Yours Truly, Angry Mob (2007), Off With Their Heads (2008)
- Bloc Party: Silent Alarm (2005), A Weekend In The City (2007)
- Editors: The Back Room (2005), An End Has A Start (2007), In this Light and on this evening (2009)
- Interpol: Turn On The Bright Lights (2002), Antics (2004), Our Love to Admire (2007)
- Maxïmo Park: A Certain Trigger (2005), Our Eartly Pleasures (2007)
- Babyshambles: Down In Albion (2005), Shotter's Nation (2007)
- The Killers: Hot Fuss (2004), Sam's Town (2006), Day & Age (2009)
- The Pigeon Detectives: Wait For Me (2007)
- The Rakes: Capture/Release (2005)
- Hard-Fi: Stars Of CCTV (2005)
- The Bravery: The Bravery (2005)
- Razorlight: Up All Night (2004), Razorlight (2006)
- Vampire Weekend: Vampire Weekend (2008)
- The Wombats: The Wombats Proudly Present: A Guide to Love, Loss & Desperation (2007)
- The Enemy: We'll Live And Die In These Towns (2007)
- The Kooks: Inside In/Inside Out (2006), Konk (2008)
- The View: Hats Off To The Buskers (2007)
- The Fratellis: Costello Music (2006)
- White Lies: To lose my life (2009)

### Song hoogtepunten
- The Strokes: Last Nite, 12:51, Reptilia
- Kaiser Chiefs: Oh My God, Ruby, I Predict a Riot
- Franz Ferdinand: Take Me Out, Matinee, Do You Want To
- Bloc Party: Helicopter, Banquet
- Arctic Monkeys: I Bet You Look Good On The Dancefloor, Brianstorm
- The Hives: Walk Idiot Walk
- Editors: Munich, Smokers Outside The Hospital Doors
- Interpol: Evil, Slow Hands
- Razorlight: Stumble & Fall, In The Morning, America
- The Bravery: Honest Mistake
- Vampire Weekend: A-Punk
- She Wants Revenge: Tear You Apart
- The Cinematics: Break
- The Killers: Somebody Told Me, Mr. Brightside
- The Fratellis: Chelsea Dagger
- The Rapture: House Of Jealous Lovers, Love Is All
- Battles: Atlas
- Shitdisco: Disco Blood, I Know Kong Fu
- Klaxons: Golden Skans
- Moving Units: Unpersuaded
- Maxïmo Park: Graffiti, Apply Some Pressure, Our Velocity
- LCD Soundsystem: Yeah, Daft Punk Is Playing At My House
- The View: Same Jeans
- The Long Blondes: Giddy Stratospheres, Once And Never Again
- The Enemy: Away From Here
- The Wombats: Let's Dance To Joy Division
- The Kooks: She Moves In Her Own Way, Naïve, Ooh La
- White Lies: Farewell to the fairground, Death

### Iconen
- Alex Turner (Arctic Monkeys)
- Pete Doherty (The Libertines, Babyshambles)
- Johnny Borrell (Razorlight)
- Julian Casablancas (The Strokes)
- Alexander Kapranos (Franz Ferdinand)
- Brandon Flowers (The Killers)
- Ricky Wilson (Kaiser Chiefs)
- Tom Smith (Editors)
- Kele Okereke (Bloc Party)
- Carl Barât (The Libertines, Dirty Pretty Things)
- Paul Banks (Interpol, Julian Plenti)